# بيمولين
بيمولين هو دواء منبه يستخدم في علاج اضطراب فرط الحركة ونقص الانتباه والنوم القهري. أوقف في معظم البلدان بسبب مشاكل نادرة ولكنها خطيرة مع تسمم الكبد. الدواء يؤخذ عن طريق الفم.
تشمل الآثار الجانبية للبيمولين الأرق وانخفاض الشهية وآلام البطن والتهيج والصداع. في حالات نادرة يمكن أن يسبب الدواء تلفًا خطيرًا في الكبد، ويمكن أن يؤدي ذلك إلى زراعة الكبد أو الوفاة. بيمولين هو منبه نفسي ويعمل كمثبط انتقائي لاسترداد الدوبامين وعامل إطلاق. فهو يعمل بمثابة ناهض غير مباشر لمستقبلات الدوبامين. البيمولين له تأثير ضئيل على النوربينفرين وبالتالي فهو له تأثير ضئيل أو معدوم على القلب والأوعية الدموية أو تأثيرات محاكية للودي، على عكس العديد من المنشطات الأخرى.
صنع البيمولين في عام 1913 ولكن لم يكتشف كمنشط حتى الثلاثينيات ولم يستخدم في علاج اضطراب فرط الحركة ونقص الانتباه حتى عام 1975. سحب بسبب تسمم الكبد في العديد من البلدان بين عامي 1997 و 2005 بما في ذلك الولايات المتحدة. ومع ذلك يظل متاحًا في اليابان لعلاج الخدار بجرعات أقل من الجرعات المستخدمة في اضطراب فرط الحركة ونقص الانتباه. بيمولين مادة خاضعة للرقابة من الجدول الرابع في الولايات المتحدة بسبب علاقتها بالمنشطات الأخرى واحتمال إساءة استخدامها. يبدو أن احتمال إساءة استخدامه أقل من المنشطات الأخرى.